# Dieu n'est pas grand
Dieu n'est pas grand : comment la religion empoisonne tout (de son titre anglais original God Is Not Great: How Religion Poisons Everything) est un livre critique envers la religion, rédigé par Christopher Hitchens, et publié en 2007. Il paraît au Royaume-Uni sous le titre God Is Not Great: The Case Against Religion.

## Thèse du livre
Hitchens y affirme que la religion organisée est « violente, irrationnelle, intolérante, vecteur de racisme, de comportement tribal, d'ignorance, hostile à la liberté de pensée, méprisante à l'égard des femmes et coercitive vis-à-vis des enfants », et qu'elle favorise les comportements sectaires. Hitchens défend sa position avec plusieurs exemples dans sa vie privée, avec des documents historiques, ou en faisant l'analyse critique de textes religieux. Ses commentaires se portent essentiellement sur les religions abrahamiques, bien que des critiques soient aussi adressées à l'hindouisme et au bouddhisme.

## Publication
En mai 2007, God Is Not Great: How Religion Poisons Everything est publié aux États-Unis par Twelve Books. L'éditeur, filiale du groupe Lagardère, est surpris par l'engouement suscité par le livre. Un premier tirage de 40 000 exemplaires est insuffisant pour approvisionner les distributeurs. Sept semaines plus tard, le nombre d'exemplaires imprimés s'élève à 300 000. La même année, le livre paraît au Royaume-Uni chez Atlantic Books (en) sous le titre God Is Not Great: The Case Against Religion.
La traduction française parait en 2009 chez Belfond.

## Biographie
- Christopher Hitchens (trad. de l'anglais), Dieu n'est pas grand Broché, Paris, Belfond, coll. « L'esprit d'ouverture », 2009, 321 p. (ISBN 978-2-7144-4459-2)